# Ateliers Moret
Pour les articles homonymes, voir Moret.
Les Ateliers Moret - Aciérage Manonviller sont une entreprise artisanale française fondée en 1947 à Paris par André Moret, spécialisée dans l'impression d'estampes en taille-douce.

## Histoire
Les ateliers ont été fondés à Paris en 1947 par André Moret, né en 1910, ancien imprimeur taille-doucier chez Robbe et Leblanc. Mort en 1967, il était assisté par son épouse Jeanne. Leur fils Daniel reprend l'activité en 1968, puis s'associe en 1990 à Didier Manonviller pour former une nouvelle entité comprenant une unité d'aciérage, procédé consistant à recouvrir les planches de cuivre d'une couche impalpable d'acier à l'aide d'un dépôt galvanoplastique de fer.
L'entreprise dispose de plusieurs presses et tire des épreuves en noir et en couleurs.
Elle édite des estampes originales à partir de planches gravées contemporaines, mais également d'anciens cuivres : certaines institutions font donc appel à ses services.
Les ateliers forment de nombreux apprentis à la gravure, accueillent des étudiants de l'École Estienne ou de l'Ensad, et sont installés depuis leur création rue Saint-Victor dans le 5e arrondissement de Paris.
En novembre 2007, une exposition célébrant les soixante ans des Ateliers a lieu à la mairie du 5e à Paris.

## Quelques chefs-d'œuvre
Des suites de gravures ont été éditées par les ateliers pour des créateurs comme :
- Pierre Alechinsky, Ensortilèges, 1984
- Michel Butor, Le Rêve de l’Ammonite (gravures de Pierre Alechinsky)
- Jacques Dupin, De singes et de mouches, 1983
- Trois eaux-fortes de Pierre Soulages incorporées dans le tirage de tête du catalogue raisonné de son œuvre peint (1946-1997)[5]
- Cécile Reims, trois séries depuis 1975
- Zep, pour un éditeur japonais, FMR Limited